# 大叶毛折柄茶
大叶毛折柄茶（学名：Hartia villosa var. grandifolia）为山茶科折柄茶属下的一个变种。

## 扩展阅读
- 維基物種上的相關：大叶毛折柄茶